# Hirschvogel (famiglia)
La famiglia Hirschvogel fu una famiglia nobile del patriziato di Norimberga nel cui consiglio sedette dal 1450 al 1550.

## Storia
La famiglia Hirschvogel era una famiglia di commercianti che viene citata per la prima volta in una serie di documenti del XIV secolo e che, durante tutto il XV e XVI secolo seppe farsi strada anche nell'amministrazione della città di Norimberga. Il cognome fa riferimento evidente ad una particolare specie di cardellino diffusa nell'area delle Alpi. Secondo alcune fonti, la famiglia era originaria di Salzgau, in Baviera, o della zona di Hilpoltstein, da cui era giunta in seguito a Norimberga.
Il primo rappresentante della famiglia menzionato a Norimberga, Conrad Hirschvogel, acquisì uno stabile al n. 2 dell'attuale Königstraße nel 1380 (in seguito: Viatishaus) dove stabilì anche il proprio ufficio commerciale. I suoi figli, Ulrich e Heinrich, costruirono l'azienda commerciale Hirschvogel. Questi ampliarono il commercio della famiglia a tutta l'Europa centrale, in particolare concentrandosi inizialmente su Francoforte sul Meno e Colonia e spaziando successivamente in Boemia, Sassonia, Slesia, Austria, Ungheria e Venezia. Dal 1440, le relazioni commerciali si estesero a Bressanone, Roma, Loreto, Anversa, Lisbona e Siviglia. La gamma di prodotti trattati dagli Hirschvogel comprendeva principalmente specialità come cotone, stoffa e metalli preziosi. Dalla seconda metà del XV secolo, ampliarono la loro offerta includendo anche libri e prestiti in denaro. Oltre a Norimberga, ebbero un ufficio al Fondaco dei Tedeschi a Venezia.
Nel 1505/06 Bernhardin I e Lienhard II Hirschvogel, oltre a rappresentanti delle casate degli Imhoff, degli Höchstetter, dei Fugger e dei Welser, presero parte ad una spedizione che rappresentò uno dei primi viaggi commerciali dei mercanti della Germania settentrionale nelle Indie. Da lì hanno importarono pietre preziose attraverso i porti di Siviglia e Lisbona.
Dopo il 1530, la società Hirschvogel fallì a causa dei forti debiti contratti. Con l'ultimo rappresentante, Endres II Hirschvogel, la famiglia si estinse nel 1550.

## Membri notabili
- Lienhard I. Hirschvogel († 1490), fondatore della società commerciale Hirschvogel, padre di Lienhard II.
- Lienhard II Hirschvogel (1440-1525), mercante e patrizio, figlio di Lienhard I Hirschvogel, sposato con Katharina von Imhoff
- Bernhardin Hirschvogel (1452-1516), commerciante e patrizio, figlio di Lienhard I Hirschvogel
- Lienhard III Hirschvogel (1504–1549), commerciante e costruttore della Sala Hirsvogel, uno dei monumenti artistici e architettonici della città di Norimberga; era figlio di Bernhardin Hirschvogel e nipote di Lienhard II Hirschvogel
- Endres II Hirschvogel (1513-1550), commerciante, nipote di Lienhard II Hirschvogel e figlio di Endres I Hirschvogel, ultimo rappresentante della famiglia che con lui si estinse